# Объём лёгких

Объёмы лёгких. Обозначены: TLC — общая ёмкость, VC — жизненная ёмкость, TV — дыхательный объём, IRV — резервный объём вдоха, ERV — резервный объём выдоха, RV — остаточный объём, IC — ёмкость максимального вдоха, FRC — функциональная остаточная ёмкость. Красной линией — спирограмма спокойного дыхания, максимальных выдоха и вдоха

Объём лёгких, или лёгочная ёмкость — объём воздуха, проходящего через лёгкие при различных фазах дыхательного цикла.
Объём лёгких может быть измерен напрямую: это количество воздуха при вдохе после глубокого выдоха. Средняя ёмкость лёгкого взрослого мужчины может составлять до 6 литров воздуха, обычно 3—4 л, но только маленькая часть этого объёма используется при нормальном дыхании. Нормальный дыхательный объём — это объём воздуха, проходящего через лёгкое во время спокойного вдоха и спокойного выдоха. Средний человек делает 16—20 вдохов в минуту.

## Факторы влияющие на объём лёгких
Различные факторы могут влиять на объём лёгких:
| Большие объёмы                  | Малые объёмы           |
| ------------------------------- | ---------------------- |
| высокие люди                    | низкие люди            |
| некурящие                       | курящие                |
| живущие высоко над уровнем моря | живущие на уровне моря |
| астеники                        | гиперстеники           |
| мужской пол                     | женский пол            |
|                                 | пожилой возраст        |

Люди, живущие на уровне моря, имеют меньший объём лёгких, чем люди живущие на большой высоте. Это связано с тем, что атмосферное давление меньше на большой высоте, в результате диффузия кислорода в кровь затруднена. Тело, адаптируясь к этой ситуации, повышает проводимость кислорода тканями.
Поэтому, люди живущие обычно на высоте, близкой к уровню моря развивают высотную болезнь, попадая высоко в горы или на большую высоту. Это связано с тем, что лёгкие выдыхают достаточное количество углекислого газа, но не могут извлечь достаточное количество кислорода. У здорового человека уровень углекислого газа является фактором, регулирующим дыхательный процесс.
Изменение объема лёгких происходит во время беременности. Уменьшение ёмкости лёгких с 1,7 до 1,35 л происходит из-за давления матки на диафрагму. Давление матки также приводит к уменьшению общей ёмкости лёгких на 5 % и уменьшению резервного объема выдыхаемого газа. Нормальный объем вдыхаемого воздуха увеличивается на 30—40 %, с 0,45 до 0,65 л, скорость вентиляции увеличивается на 30—40 %. Этот процесс необходим для увеличения количества вдыхаемого кислорода, так как организму требуется 50 мл кислорода в минуту, 20 мл из которых необходимо развивающимся тканям. В результате взаимодействия этих процессов общая дыхательная способность не меняется.